# Organizzazione degli Stati ibero-americani
L’Organizzazione degli Stati ibero-americani (in portoghese: Organização dos Estados Ibero-americanos; in spagnolo: Organización de Estados Iberoamericanos; formalmente Organizzazione degli Stati ibero-americani per l'educazione, la scienza e la cultura) è un'organizzazione internazionale, che comprende le nazioni dell'America e dell'Europa che parlano il portoghese o lo spagnolo, più la Guinea Equatoriale in Africa.
È un'organizzazione per la cooperazione intergovernativa nei campi dell'educazione, della scienza e della cultura nel contesto di uno sviluppo integrale, della democrazia e dell'integrazione regionale.

## Storia
Fu fondata nel 1949 sotto la denominazione di  "Ufficio dell'educazione latino-americana" con caratteristiche di agenzia internazionale come risulta dal i congresso sull'educazione latino-americana a Madrid. Nel 1954 al II Congresso tenutosi a Quito, Ecuador; fu deciso di trasformare l'Ufficio nell'attuale Organizzazione cioè in un'organizzazione internazionale. Con queste caratteristiche fu costituita il 15 marzo 1957 durante il III Congresso celebrato a Santo Domingo, con la sottoscrizione del primo Statuto il quale avrà effetto fino al 1985.
Nel maggio del 1985 si tenne un incontro straordinario del Congresso a Bogotà, Colombia; nel quale fu deciso di cambiare il vecchio nome con quello presente, tenendo lo stesso acronimo ed estendendo i suoi obiettivi. Questo cambiamento ebbe anche l'effetto di mutare il nome del loro organo di governo: il Congresso latino-americano dell'educazione divenne Assemblea generale. Nel dicembre 1985, durante l'incontro del Consiglio direttivo a Panama, i loro partecipanti agirono come plenipotenziari dei loro rispettivi Stati e, in sessione plenaria, sottoscrissero il presente statuto dell'Organizzazione degli Stati ibero-americani, che rimpiazzò il testo del 1957 e che approvava la regolamentazione dell'organizzazione.
Dalla I Conferenza Ibero-americana di governo e dei capi di Stato (Guadalajara, 1991), l'Organizzazione promuove e convoca le Conferenze dei ministri dell'educazione, come luogo di preparazione di questi incontri; alle quali delega l'attuazione della diffusione di questa educazione e dei programmi scientifici o culturali.

## Membri

Membri.

Fanno parte dell'Organizzazione 24 paesi:
| - Andorra - Argentina - Bolivia - Brasile - Cile - Colombia - Costa Rica - Cuba | - Ecuador - El Salvador - Guatemala - Guinea Equatoriale - Honduras - Messico - Nicaragua - Panama | - Paraguay - Perù - Porto Rico - Portogallo - Rep. Dominicana - Spagna - Uruguay - Venezuela |

## Obiettivi
L'Organizzazione deriva i propri principi e obblighi dallo statuto, il quale stabilisce i seguenti scopi generali:
- promuovere la forza della conoscenza, della comprensione reciproca, dell'integrazione, della solidarietà e della pace tra le cittadine latino-americane per diffondere l'educazione, la scienza, la tecnologia e la cultura;
- stimolare lo sviluppo dell'educazione e della cultura come valida e fattibile alternativa per la costruzione della pace, come modo di preparazione dell'essere umano per un esercizio responsabile della libertà, solidarietà e per la difesa dei diritti umani;
- collaborare permanentemente nella trasmissione e nell'interscambio di esperienze economiche, politiche e culturali di integrazione, prodotti nei paesi europei e latino americani che costituiscono le due aree di influenza dell'Organizzazione, come in ogni altro aspetto suscettibile di servire per lo sviluppo dei paesi;
- collaborare con i membri con l'obiettivo di ottenere che il sistema educativo segua un triplo approccio:  umano, sviluppo di una forma etica per integrare e armonizzare la nuova generazione; di democratizzazione, assicurando l'uguale opportunità educativa e la giustizia sociale; e produttiva, preparando alla vita del lavoro e favorendo l'inserimento nel lavoro;
- collaborare nella diffusione della cultura che, senza dimenticare le idiosincrasie e le peculiarità dei differenti paesi, incorpora i codici della modernità permettendo l'assimilazione dei progressi globali nelle scienze e tecnologie, rivalutando la propria identità culturale e sfruttando le risposte che provengono dal suo accumulo;
- facilitare la relazioni tra scienza, tecnologia e società nei paesi latino americani, analizzando le implicazioni dello sviluppo delle conoscenze scientifiche da una prospettiva sociale e aumentando il suo valore e la comprensione del suoi effetti su tutti i cittadini;
- promuovere le implicazioni sui piani educativi, scientifici, tecnologici e culturali e sui piani dei processi socioeconomici che perseguono uno sviluppo dei servizi all'uomo, come una distribuzione equa dei prodotti culturali, tecnologici e scientifici;
- fare e promuovere programmi di cooperazione tra gli stati membri e tra gli stati e altre istituzioni regionali;
- contribuire alla diffusione della lingua spagnola e portoghese e al miglioramento di tutte le tecnologie della sua educazione, come la sua conservazione e preservazione nelle minoranze culturali residenti in altri paesi. Incentivare l'educazione allo stesso tempo bilingue per preservare l'identità multiculturale delle comunità ibero-americane, espresso nel multilinguismo delle loro culture.

## Struttura
L'organizzazione si articola in tre organi:
- l'Assemblea generale, che è l'autorità suprema dell'organizzazione, è integrata da rappresentanti o ufficiali delegati dai paesi membri. Stabilisce le politiche generali e studia, valuta e approva il piano delle attività dell'organizzazione, il programma e il budget globale e fissa le quote annuali e si incontra per scegliere il Segretario generale per il periodo corrispondente;
- il Consiglio direttivo, è l'organo delegato dall'Assemblea per il controllo del governo e l'amministrazione dell'Organizzazione, è costituito dai ministri dell'Educazione degli stati membri o dai loro rappresentanti ed è presieduto dal ministro dell'Educazione del paese nel quale si tiene la successiva Assemblea generale;
- il Segretariato generale, è l'organo delegato permanente dell'Assemblea per la direzione esecutiva dell'Organizzazione e la rappresenta nelle relazioni con i Governi, le organizzazioni internazionali e con le altre istituzioni. È strutturato internamente con un sistema di organizzazione flessibile, adattabile alle politiche, alle strategie e al piano delle attività. La sede è a Madrid, Spagna e mantiene un ufficio regionale in Argentina, Brasile, Colombia, El Salvador, Spagna, Messico e Perù e uffici in Cile, Honduras, Nicaragua e Paraguay.

Il finanziamento dell'Organizzazione e dei suoi programmi sono coperti da quote obbligatorie per ogni stato membro e dai contributi volontari dei governi membri e dai contributi che realizzano alcuni progetti, col sostegno di istituzioni, fondazioni e altri organismi interessati.